# 地中海灌木林
地中海灌木林屬溫帶地區景觀，是以灌木為主體的植被類型。主要分布於地中海型氣候區，也就是南、北緯 30°∼ 40° 的大陸西岸，如地中海沿岸地區、墨西哥北部、美國加州、澳洲南部、智利南部和南非等，生物具有相當高的特有種。
夏季的旱季時常發生火災，因此此區的樹木都有相當的防火能力。且這些植物具深根與厚皮、臘質、小葉等特性，以減少蒸散，例如橄欖樹、柑橘、尤加利樹。居住於此的動物以中、小型者居多，包括松鼠、獾、鹿、熊、野豬、狐等。
由於人類的長期開發，改變原有的生育環境，進而造成生產力逐漸降低，加上一些外來種的入侵，使原本的特有種有滅絕之虞。